# فارن اند کلونیال
فارن اند کلونیال (انگلیسی: Foreign & Colonial) شرکت خدمات مالی بریتانیایی است، که در سال ۱۸۶۸ تأسیس شد.